# Gandersum
Gandersum ist ein kleines Dorf mit rund 90 Einwohnern und einer Fläche von 3,20 km². Der Ort liegt am nördlichen Ufer der Ems, etwa sieben Kilometer östlich von Emden zwischen Petkum und Oldersum. Gandersum ist seit der Gemeindegebietsreform vom 1. Januar 1973 der Gemeinde Moormerland im Landkreis Leer zugeordnet.

## Geschichte
Gandersum wird bereits im Urbar des Klosters Werden für den Zeitraum ab etwa 930 als „Gondrikeshem“ genannt. Die Gandersumer Kirche stammt aus dem 14. Jahrhundert, hat im Laufe der Jahrhunderte aber eingreifende bauliche Veränderungen erfahren.
Der Ort ist seit 1998 durch den umstrittenen Bau des Emssperrwerks verstärkt in den Blickpunkt der Öffentlichkeit geraten. Seit der Fertigstellung des Bauwerks 2002 hat der Fremdenverkehr erheblich zugenommen.

## Persönlichkeiten
- Otto Galama Houtrouw (1838–1933), Theologe und ostfriesischer Heimatforscher

## Verkehr
In Gandersum verkehrt die VEJ-Linie 621 Emden – Leer, betrieben durch Weser-Ems-Bus.
Nördlich verläuft die Bahnstrecke Rheine–Norddeich Mole.